# M495
Az M495 egy keskeny nyomtávolságú,  dízel-villamos meghajtású mozdonysorozat volt. Négy példány készült belőle, 1929 és 1971 között használták őket.

## Története
Az 1920-as évekre nagyobb kisvasútjaink már elérték azt a műszaki színvonalat, amellyel már jogosan lehetett az ország közlekedési infrastruktúra része.
Ekkor már kedvező tapasztalatokkal üzemeltek dízel és villamos vontatójárművek az NyVKV vonalain, és ekkor épült ki a Szegedi Gazdasági Vasút 68 km hosszú síkvidéki vonala. A szegediek így 1929-ben dízel-villamos mozdonyokat szereztek be.
A mozdony történetének már a kezdete is érdekes. Ez a típus volt a Magyarországon gyártott első dízelmozdony, ráadásul már így elsőként is a korszerű dízel-villamos erőátvitelt alkalmazva.
Akkor, 1929-ben 4 BoBo mozdony készült a Láng L. Gépgyárban, a motorokat a Láng Gépgyár, a villamos berendezéseket a Ganz Villamossági Rt. szállította, a mozdonyok főkeretét és házát pedig a MÁVAG. Típusjele DEM 1 lett.
Mozdonyaink két vezetőállásos, 760 mm nyomtávolságú gépek voltak, mind személy, mind tehervonati üzemre alkalmasan.

## A motor
A mozdonyok dízelmotorját a Láng L. Gépgyár Rt. készítette. A négyütemű hathengeres motorok kompresszor nélküli befecskendezésűek 120 LE teljesítménnyel, és 900/perc üzemi fordulattal, amelyek 10%-kal túlterhelhetők. A hengerfurat 160 mm, lökethossza 200 mm.
A motorházak acélöntésűek, a hengerek illetve hengerperselyek és dugattyúk speciális öntöttvasból készülnek. A kompresszor nélküli típusnál a hengerfejek különállók, a hengerperselyek kicserélhetők, az osztott forgattyútengelyt pedig a motorházban öt görgős csapágy támasztja alá. A leszerelhető forgattyúház alsó része csak olajteknőül, a magasra felhúzott része pedig egyúttal hengerköpenyül is szolgál. A hajtórudak fehérfémmel kiöntött kétrészű bronzcsapágyakkal kapcsolódnak a forgattyústengelyre.
Az égéshez szükséges levegő a forgattyúházon keresztül áramlik a hengerekbe, így a beszívott levegő a forgattyúházat hűti, és üzem közben az állandó légritkítás alatt áll. A szívószelepvezeték csavarmenetszerűen kiképzett bordái következtében a hengerben kielégítő örvénylés áll elő. A motor két vezérlőtengelye közül az egyik a szelepek mozgatására, a másik pedig a tüzelőanyagszivattyú hajtására való. A vezetőállásról kézzel szabályozható üzemanyagszivattyúk a hengerek között párosával foglalnak helyet.
A fő- és hajtórúdcsapágyak préskenése fogaskerékszivattyúval és olajelosztóval történik. A hajtórúdágyak olajozása vezérelt, a szivattyú által szállított olaj forgó elosztótengelyen át jut a forgattyúcsapágyak alatt elhelyezett teknőbe, ahonnan a hajtórudak a szükséges olajat kimerik.
A motort állandóan a legnagyobb fordulatszámra centrifugális regulátor szabályozza úgy, hogy a nyersolajszivattyú által befecskendezett nyersolajmennyiséget csökkenti vagy növeli a mindenkori szükséglet (illetőleg a terhelés nagysága) szerint. A regulátoron kívül a vezetőálláson kézi fordulatszámszabályzó is van, amellyel a vezetőnek módjában áll feltételes megállókon vagy az állomásokon való rövid tartózkodás tartama alatt a terhelés nélkül járó dízelmotor fordulatszámát a minimumra csökkenteni. Több perces tartózkodásnál a vezető a motort teljesen leállíthatja.
A motorra szerelt kompresszor a légfékezéséhez, homokoláshoz és jelzősíphoz szükséges sűrített levegőt állítja elő. A dízelmotor indítása elektromos úton történik, oly módon, hogy a vele közvetlenül rugalmasan kapcsolódott dinamó az indításnál akkumulátorról táplált motorként működik.
A mozdonyban elhelyezett víztartályból egy szivattyú a vizet a hengerköpenyekbe (egyenletesen elosztva) benyomja, s a felmelegedett vizet a motorból a tetőn lévő bordás-csöves hűtőbe nyomja. Onnan a lehűlt hűtővíz a gyűjtőtartályon át jut ismét a szivattyúba. A hűtő elrendezése olyan, hogy a motor leállítása után minden víz a védett helyen levő víztartályba folyik vissza, s így télen a fagyás veszélyének nincs kitéve.
Az üzemanyagtartály egyszeri feltöltése 300 km út megtételéhez elegendő. Az üzemanyag saját súlyánál fogva folyik a nyersolajszivattyúkhoz, mialatt szűrőn is áthalad.

## Villamos berendezések
A fődinamó 550 V kapocsfeszültségű segédpólusos, külső gerjesztésű gép, teljesítménye 900 / perc fordulaton 110 kW. A dinamó kombinált ön- illetve akkumulátorgerjesztésű, kisebb feszültségek esetén az gerjesztést az akkumulátor biztosítja, míg nagyobb feszültség mellett öngerjesztővé válik, és az akkumulátortelepet is önműködően tölti. A fődinamó alkalmas arra, hogy mint már említettük, villamos motorként működhessen a dízelmotor indításakor; ehhez az akkumulátorról táplálható külön főáramkörű menetek szolgálnak. Feszültsége a hajtómotor állandó fordulatszáma mellett is tág határok között változtatható.
Az alkalmazott négy vontatómotor segédpólusú főáramkörű normál közúti-villamosvasúti motor. Állandó teljesítményük 1120 / perc fordulatszám és 550 volt feszültség mellett egyenként 28 LE (21 kW), vonóerejük 4x215 kg. A kerékpárokat 1:5,25 áttételű teljesen burkolt fogaskerékpárokon át hajtják. Meghibásodás esetén a vontatómotorok egyenként kiiktathatók.Szabályozásuk különleges, miután a szabályozó készüléknek nem csak a motorok soros és párhuzamos kapcsolását, valamint az indítást kell vezérelnie, hanem az áramfejlesztő-gép gerjesztés-szabályozását is. Emiatt különleges menetszabályozók alkalmazása vált szükségessé, amelyek mindezeket a feladatokat a vezető egyetlen kézmozdulatára és egyszerre végzik el.
A dízelmotor villamos úton való indításához, a kombinált külső gerjesztés időnkénti táplálásához, és a világításhoz 80Ah tárolóképességű vas-nikkel akkumulátortelep szolgál.

## Forgóvázak
A mozdony futóműve két, egyenként kéttengelyű forgóvázból áll, amelyek minden tengelyét fogaskerékáttétel útján hajtják a vontatómotorok. A forgóvázakat gömbcsap kapcsolja össze és azok egymáshoz képest csak a csap középpontja körül elfordulhatnak.

## Főkeret
A mozdony főkerete U alakú hossz- és kereszttartókból áll. A kereszttartókon nyugszik a főgépcsoport.

## Számozásuk
A mozdonyokból összesen 4 db készült, a szegedi Gazdasági Vasút megrendelésére, ahol M-1..4 pályaszámot kaptak, gyári számuk 1..4 volt. Az SzGV-t 1950-ben államosították, így 1950. áprilisában motormozdonyaink MÁV számot kaptak, ami akkor De495,821..4 volt. Később az újabb MÁV dízelmozdony-számrendszer bevezetésével pályaszámuk M495.5001..4-re módosult.

## Selejtezésük
Az 1959-61 között gyártott Mk48 sorozatú mozdonyok a 60-as évek vége, 70-es évek elejére jelentek meg Szegeden. Az addigra kiöregedett dízel-villamos mozdonyokat így 1971-ben selejtezték.
- M 495,5001 = 1971.12.18.
- M 495.5002 = 1971.09.17.
- M 495,5003 = 1971.12.18.
- M 495,5004 = 1971.12.18.

## Napjainkban
Szerencsére még idejében gondolkodtak és cselekedtek a vasúti emlékek megőrzése ügyében, így az M495,5004 psz. mozdony megmenekülhetett a bontástól.
A mozdonyt az akkoriban megnyitott Nagycenki Múzeumvasútra szállították, de ott az illetékesek nemtörődömsége miatt erősen leromlott állapotba került. Az 1990-es évek elején akadt egy osztrák vasútbarát, aki költséget és időt nem kímélve, megkezdte a mozdony felújítását. A bontásig eljutottak, valamint a villamos berendezések több-kevesebb felújításáig. Itt hozzá kell még tenni, hogy a bizonytalan információkra alapozott szakértelmet nélkülöző munkák súlyos károkat okoztak a mozdony állapotában. Szerencse vagy nem, de a mozdony felújítása szétszedett állapotban abba maradt.
Kár lenne ezt a mozdonyt így sorsára hagyni, hiszen az első hazai gyártású dízelmozdony hatalmas vasút- és ipartörténeti jelentőségű. A jármű a gyermekvasút fűtőházához, Hűvösvölgybe került, ahol restaurálási munkák után kívül-belül felújították, tervek szerint 2025 augusztus 20-án, a gyermekvasút teljes vonala átadásának 75. évfordulóján fog a nyílvánosság elé kerülni. 